# 萨尔塞
萨尔塞（法語：Sarcey，法語發音：[saʁsɛ]）是法国罗讷省的一个市镇，属于索恩河畔自由城区。

## 地理
萨尔塞（45°52'50"N, 4°33'8"E）面积9.99 平方千米，位于法国奥弗涅-罗讷-阿尔卑斯大区罗讷省，该省份为法国中东部省份，北起顺时针与索恩-卢瓦尔省、安省、里昂大都会、伊泽尔省和卢瓦尔省接壤。
与萨尔塞接壤的市镇（或旧市镇、城区）包括：圣韦朗、勒布勒伊、比利、莱尼、圣罗曼德波佩、蒂尔迪讷河畔万德里。

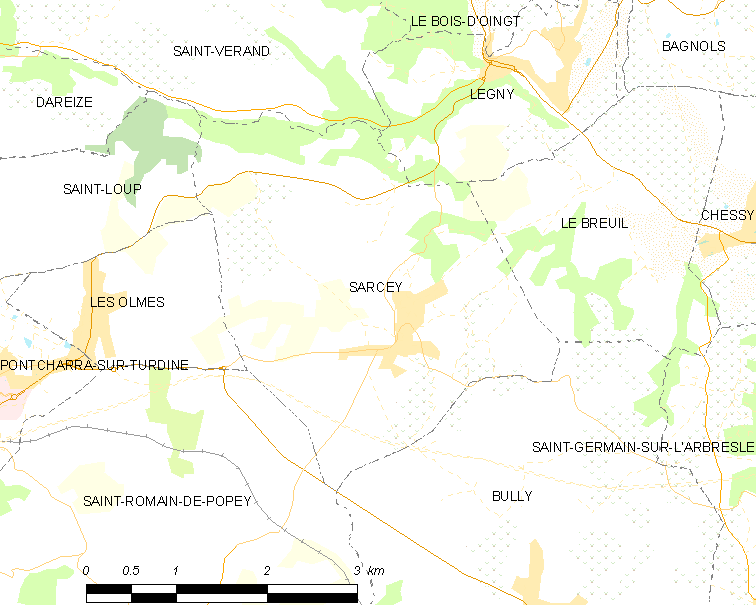
萨尔塞的OSM定位图

萨尔塞的时区为UTC+01:00、UTC+02:00（夏令时）。

## 行政
萨尔塞的邮政编码为69490，INSEE市镇编码为69173。

## 政治
萨尔塞所属的省级选区为塔拉尔县。

## 人口

1962-2008年间萨尔塞人口变化图示

萨尔塞于2022年1月1日时的人口数量为979人。